# Mikhaïl Lavrov
Pour les articles homonymes, voir Lavrov.
Mikhaïl Andrianovitch Lavrov (en russe : Михаил Андрианович Лавров), né en 1799 et décédé en 1882, est un amiral russe et un explorateur de l'Arctique.
Mikhaïl Lavrov naquit le 13 septembre 1799 dans la ville d'Arkhangelsk. Diplômé du corps des cadets de Saint-Pétersbourg, il servit dans la flotte de la Baltique. Il participa au voyage du cargo Mezen de Kronstadt à Arkhangelsk et retour, en 1819-1820. En 1821-1824, il participa comme officier à l'expédition de Fiodor Litke, à bord du brick Novaïa Zemlia, faisant la description de la côte de Mourmansk et de l'archipel de la Nouvelle-Zemble. En 1825-1827, il effectua un tour du monde à bord du sloop Krotky avec l'amiral Ferdinand von Wrangel, visita le Kamtchatka et l'Amérique russe. En 1831-1834, Lavrov servit avec le grade de lieutenant de vaisseau en mer Méditerranée et en mer Adriatique. Il participa à une bataille contre des navires pirates, coula quatre d'entre eux et fut alors promu au grade de commandant. En 1833, il reçut un Ordre impérial et militaire de Saint-Georges du 4e degré pour ses services remarquables comme officier pendant 18 campagnes de six mois.
En 1846, lors d'exercices en mer Baltique à bord du navire de ligne Gangout, le capitaine Lavrov refusa d'obéir à l'ordre d'un amiral et fut rétrogradé au rang de matelot par le tsar Nicolas Ier. En 1850, son grade de capitaine lui fut rendu, mais il démissionna. Le tsar Alexandre II donna cependant à Mikhaïl Lavrov l'occasion de servir à nouveau dans la marine russe en 1855. Il fut promu au rang de kontr-admiral pour ses faits d'armes. De 1857 à 1864, Mikhaïl Lavrov fut gouverneur de la ville de Taganrog. Il inaugura une ligne de bateaux à vapeur Taganrog-Constantinople. En 1872, Lavrov fut promu au rang d'amiral et servit dans la flotte de réserve.
Un cap au sud de la baie Melki dans l'Arctique porte le nom de l'amiral Lavrov.

## Source
- (en) Cet article est partiellement ou en totalité issu de l’article de Wikipédia en anglais intitulé « Mikhail Lavrov » (voir la liste des auteurs).